# Empaquetament preperitoneal
L'empaquetament pelvià preperitoneal o, senzillament, empaquetament preperitoneal, és una opció de tractament per a aquells pacients amb una fractura de pelvis que sagnen i tenen un xoc hipovolèmic o hi van en camí. Es recomana quan l'embolització angiogràfica no està disponible de manera oportuna.
S'utilitza quan el sagnat és d'origen ossi o del plexe venós, que n'és la causa habitual de sagnat, i no s'estabilitza la pressió malgrat la transfusió de sang urgent. Consisteix en la introducció de gasses (a través d'una incisió per línia mitja suprapúbica) que comprimeixen el lloc de sagnat.